# Menažerie

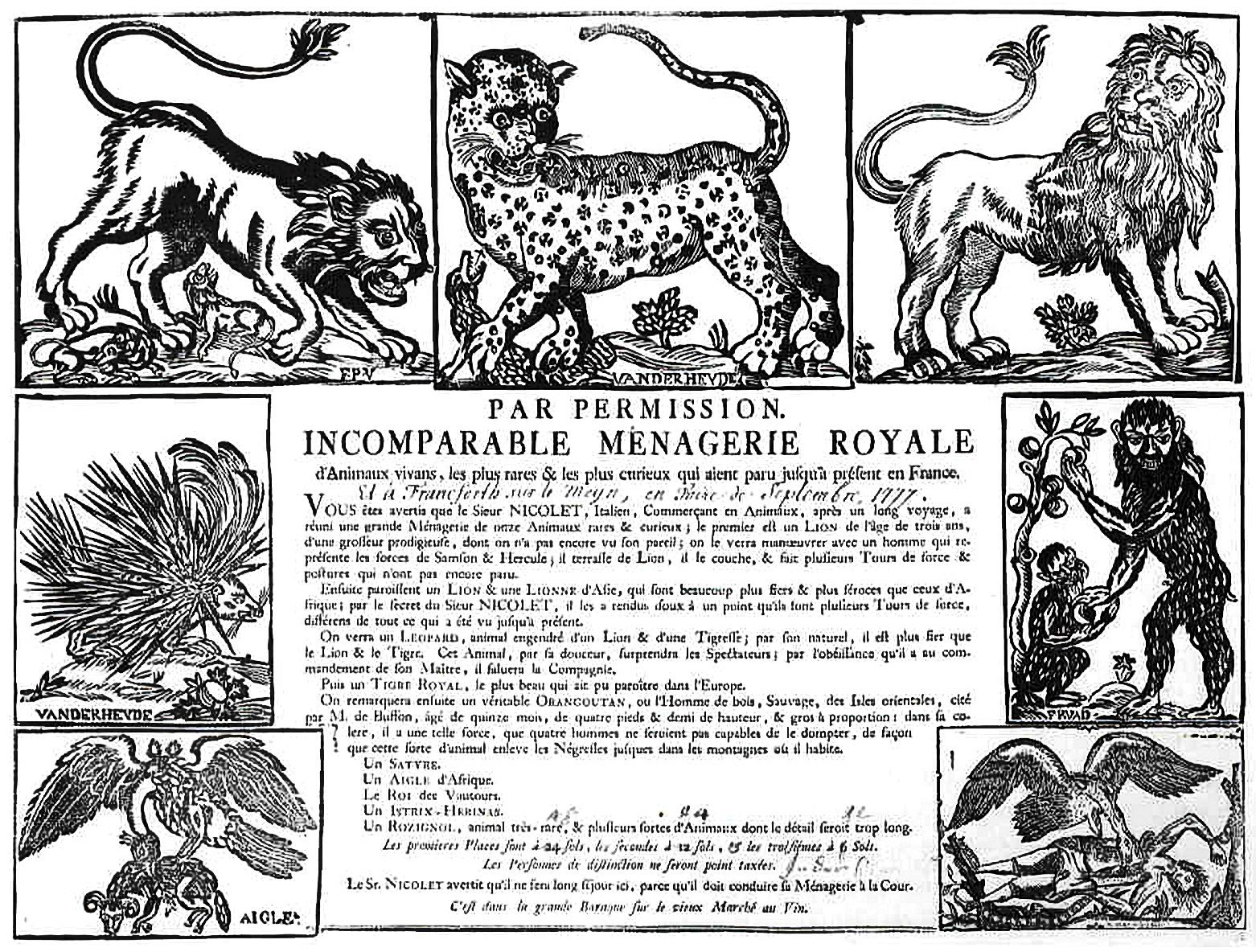
Plakát putovní francouzské královské menažerie, ve Frankfurtu nad Mohanem roku 1777

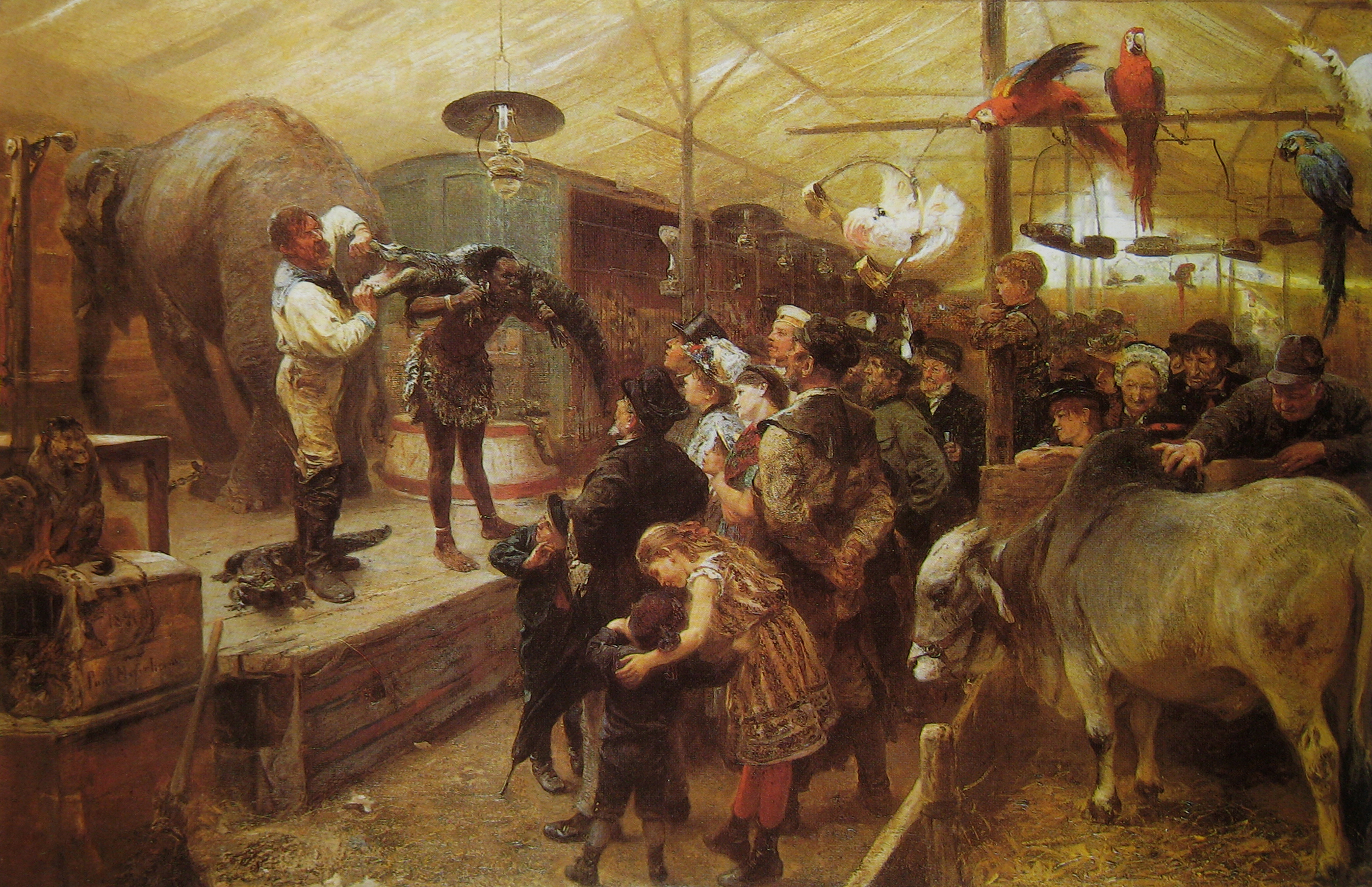
Předvádění krokodýla ve stabilním zvěřinci v roce 1894

Menažerie (z francouzského ménagerie) je označení pro zvěřinec, kde byla pro zábavu a poučení chována především exotická zvířata a velké šelmy. V Evropě byla zavedena koncem středověku, v hradních příkopech bývali nejčastěji chováni medvědi. Termín menažerie se používal až od 17. století.

## Typy menažerií
- stabilní –  soukromé sbírky vládců, aristokracie, soukromých badatelů či institucí.
- mobilní, tedy putovní zvěřince, největší z nich bývaly součástí cirkusů, varieté, menší patřily potulným skupinám či samostatným kejklířům na poutích. Ty sloužily ke krátkodobému sezónnímu předvádění zvířat veřejnosti, často šlo o zvířata k tomu vycvičená (medvěd, opice, hadi).

Stabilní menažerie mívaly na panském sídle v zahradě či v parku svou samostatnou zděnou budovu či budovy jako protějšek skleníku nebo oranžerie. Byly předchůdci moderních zoologických zahrad. 

## Historické menažerie
Velkými menažeriemi proslul například již římský císař Octavianus Augustus. Císař Karel Veliký údajně již roku 801 dostal slona a opici od Hárúna ar-Rašída, přivezené prostřednictvím Žida Izáka.  Císař Fridrich II. Štaufský měl na svém dvoře lvy, tygry, levharty a žirafy, jež získal většinou jako diplomatické dary od panovníků z Orientu. Chán Kublaj předváděl svou menažerii Marku Polovi, který zapsal výčet zvířat. Císař Maxmilián II. přivedl roku 1552 do Vídně slona, který později dožil v Ebersdorfu. Slavnou menažerii si při svém paláci ve Vídni dal vybudovat princ Evžen Savojský, po jeho smrti se přeživší zvířata dostala do nové zoologické zahrady, založené v Schönbrunnu. Z jeho zvířat se sup šedohlavý údajně dožil 117 let. Francouzský král Ludvík XIV. založil menažerii s vlastními budovami ve Versailles v roce 1664.

### Menažerie v českých zemích

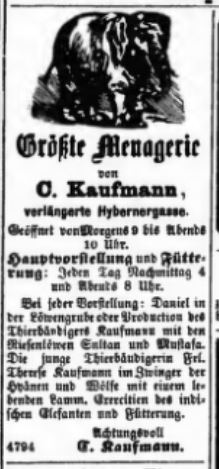
Menažerie C. Kaufmanna, Praha, 1878

Podle Marignolovy kroniky měl císař Karel IV. v Praze „hrozné hady a šelmy“ a ještě za jeho syna Václava IV. se v letech 1395–1397 připomíná hlídač lvů (custos leonum). Smrt krále Ladislava Pohrobka v Praze roku 1457 údajně ohlásili lvi v „Pražské lvárně“, kteří několik dní vyli. Arcivévoda Ferdinand II. Tyrolský založil zvěřinec v Praze při královské oboře v Ovenci (Bubenči). Císař Rudolf II. měl hlavní zvěřinec na Pražském hradě při Královské zahradě a Jelením příkopu, rozdělen na lvinec (Lví dvůr), zděnou stavbu založenou roku 1581, oddíl pro lovná zvířata a voliéry pro ptáky; zvláště si oblíbil jednoho lva a bílého papouška kakadu.
V 70. a 80. letech 19. století navštěvovaly Prahu putovní menažerie (C. Kauffmann, A. Kallenberger). Podle dobové inzerce se jednalo spíše o představení, ve kterých vystupovala exotická zvířata.